# Music of My Heart
Music of My Heart ist ein Song von Gloria Estefan und der Boyband *NSYNC aus dem Jahr 1999. Der Popsong wurde von Diane Warren für den Film Music of the Heart von Wes Craven geschrieben.

## Hintergrund
Music of My Heart wurde von Diane Warren für den Film Music of the Heart geschrieben, in dem es um die wahre Geschichte der Violinen-Lehrerin Roberta Guaspari geht, die in East Harlem für ein Violinenprogramm Gelder akquirieren muss. Gloria Estefan ist auch als Schauspielerin zu sehen und war somit für den Gesang schon gesetzt. Ursprünglich wurde die Boyband Backstreet Boys angefragt, die jedoch ablehnte und so den Weg frei machte für *NSYNC, die sich 1999 bereits auf dem Höhepunkt ihrer Karriere befanden.

## Musikstil und Text
Im Gegensatz zum eher poplastigen Stil des sonstigen Schaffens von *NSYNC, das sich eher an Teenager richtete, ist der Song eher im Adult-Contemporary-Genre angesiedelt. Die Tonart des Songs ist H-Dur und später D-Dur. Der Takt ist mit 3/4 angegeben. Die Beats per Minute betragen 68. Gloria Estefans Stimme ist weit im Hintergrund, der Song wird vor allem von dem Gesang der Mitglieder von *NSYNC getragen, insbesondere von Justin Timberlake und JC Chasez, die in der ersten Strophe zu hören sind, während Estefan nicht alleine zu hören ist. Der Song ist dem Thema des Films angemessen ein Lied, das von Inspiration handelt.

## Musikvideo
Das Video spielt in einer High School. Estefan und *NSYNC gehen durch die Hallen der Schule und treten anschließend in der Turnhalle unter einem Basketballkorb auf. Im Gegensatz zu ähnlichen Filmsongs enthält das Video keine Szenen aus dem Film. Das Video wurde vom 27. bis 29. Juni 1999 von Nigel Dick in der Miami High School gedreht.

## Veröffentlichung

### UK-Versionen
CD 1 (50997 668527 2)
1. Music of My Heart (album version) – 4:31
2. Music of My Heart (Lawrence Dermer Remix) – 4:21
3. Music of My Heart (Hex Hector 12" Club Mix) – 9:20

CD 2 (50997 668527 5)
1. Music of My Heart (album version) – 4:31
2. Music of My Heart (Hex Hector 7" Radio Edit) – 4:18
3. Music of My Heart (Pablo Flores Club Mix) – 10:06

### Europa & Vereinigte Staaten
CD 1
1. Music of My Heart (album version) – 4:31
2. Music of My Heart (Hex Hector 7" Remix) – 4:18

CD 2
1. Music of My Heart (album version) – 4:31
2. Music of My Heart (Pablo Flores Club Mix) – 10:06
3. Music of My Heart (Pablo Flores Radio Edit) – 4:42

## Preise
Das Lied wurde bei der Oscarverleihung 2000 als Bester Song nominiert, verlor jedoch gegen Phil Collins’ Song You’ll Be in My Heart aus Tarzan. Nominiert war er auch für einen Grammy Award als Best Song Written for Visual Media.

## Kommerzieller Erfolg

### Chartplatzierungen
Music of My Heart erreichte im Vereinigten Königreich Rang 34 der Singlecharts und platzierte sich drei Wochen in der Chartliste. Es ist der fünfte Single-Charterfolg der Band in den britischen Charts. In den US-amerikanischen Billboard Hot 100 erreichte die Single Rang zwei und musste sich lediglich Heartbreaker von Mariah Carey und Jay-Z geschlagen geben. Music of My Heart platzierte sich drei Wochen in den Top 10 und 20 Wochen in den Top 100. Es ist der fünfte Chart- sowie der zweite Top-10-Erfolg für *NSYNC und stellt die bis dato höchste Chartnotierung, womit (God Must Have Spent) A Little More Time on You mit Rang acht abgelöst wurde. Die Single wurde später durch den Nummer-eins-Hit It’s Gonna Be Me als erfolgreichste Chart-Single der Band in den Vereinigten Staaten wieder abgelöst.
| ChartsChartplatzierungen       | Höchstplatzierung | Wochen |
| ------------------------------ | ----------------- | ------ |
| Vereinigte Staaten (Billboard) | 2 (20 Wo.)        | 20     |
| Vereinigtes Königreich (OCC)   | 34 (3 Wo.)        | 3      |

| ChartsJahrescharts (1999)      | Platzierung |
| ------------------------------ | ----------- |
| Vereinigte Staaten (Billboard) | 97          |

### Auszeichnungen für Musikverkäufe
Music of My Heart wurde am 1. November 1999 mit einer Goldenen Schallplatte für über 500.000 verkaufter Einheiten in den Vereinigten Staaten ausgezeichnet. Die Single zählt neben I Want You Back und It’s Gonna Be Me, die sich ebenfalls 500.000 Mal verkauften, zu den meistverkauften Singles von *NSYNC in den Vereinigten Staaten. Das Gleiche gilt für Estefan, keine Single von ihr konnte mehr als 500.000 Einheiten absetzen.
| Land/Region               | Auszeichnungen für Musikverkäufe (Land/Region, Auszeichnung, Verkäufe) | Verkäufe |
| ------------------------- | ---------------------------------------------------------------------- | -------- |
| Vereinigte Staaten (RIAA) | Gold                                                                   | 500.000  |
| Insgesamt                 | 1× Gold ·                                                              | 500.000  |

Hauptartikel: *NSYNC/Auszeichnungen für Musikverkäufe